# Mijaíl Kalatózov
Mijaíl Konstantínovich Kalatózov (en ruso Михаил Константинович Калатозов, aunque su verdadero apellido, georgiano, era Kalatozishvili) (Tiflis, 28 de diciembre de 1903-Moscú, 27 de marzo de 1973) fue un director de cine georgiano-soviético. 

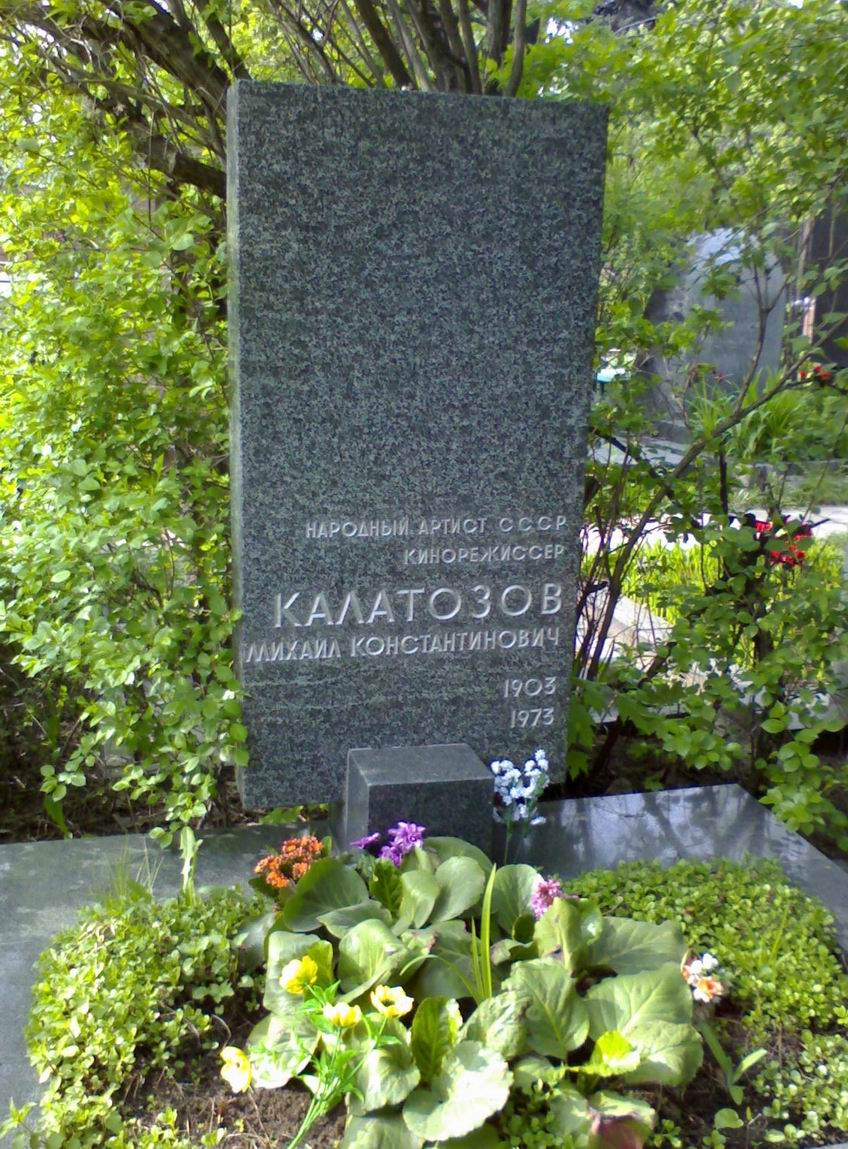
Tumba de Mijaíl Kalatózov, en el Cementerio Novodévichi.

## Biografía

### Comienzos
Se inició en el cine durante la década de 1920, realizando diversas tareas. Intervino en varias películas rodadas en georgiano, en algunas como actor (como en Tariel Mklavadzis mkvlelobis saqme, dirigida por Ivan Perestiani en 1925), y en otras como guionista (entre ellas, Giuli, una versión adaptada del clásico de William Shakespeare Romeo y Julieta dirigida en 1927 por Nikoloz Shengeláya). En 1928 codirigió con Nutsa Gogoberidze el filme Ij tsarstvo ("Su imperio"), que utilizaba material de noticiarios cinematográficos. Dos años después, en 1930, dirigió en solitario el documental Sol Svanetii ("La sal de Svanetia"), que refleja las duras condiciones de vida que debían afrontar los habitantes de la región de Svanetia, en las montañas del Cáucaso. Esta película ha sido comparada por Georges Sadoul con el algo posterior documental de Buñuel Las Hurdes, tierra sin pan (1932); sin embargo, el filme de Kalatózov tiene una clara finalidad propagandística que no se encuentra en el de Buñuel. 
En 1937, terminó sus estudios en la Academia de Arte de Leningrado y, tras otro breve período en Tiflis, fue contratado como director por los estudios Lenfilm, para los que rodó dos películas que tenían como tema la aviación: Múzhestvo ("Valor", 1939) y Valeri Chkálov, acerca del célebre piloto soviético del mismo nombre, que había fallecido en un accidente aéreo en 1938.
En 1943, empezó a trabajar en los estudios Mosfilm, y durante la segunda mitad de la década de 1940 desempeñó importantes cargos políticos relacionados con el cine. Gracias a ello, pudo seguir rodando en la dura época de la posguerra, con títulos como Zágovor obrechiónnyj ("El complot de los condenados", 1950), un panfleto que refleja las tensiones propias de la guerra fría. Más éxito tuvo su comedia Vérnyie druzyá ("Tres hombres en una balsa", 1954), que obtuvo el Gran Premio del Festival Internacional de Cine de Karlovy Vary.

### Éxito internacional
El reconocimiento internacional de Kalatózov llegó con el estreno del melodrama Cuando pasan las cigüeñas (Letyat zhuravlí, 1957) considerada la primera de sus obras maestras y uno de los hitos del cine soviético. Ambientada en los años de la Segunda Guerra Mundial, la película resultó profundamente innovadora tanto en la forma (sobre todo por sus audaces movimientos de cámara) como en el contenido, ya que aportaba una nueva visión de la guerra, más humana, apartándose del discurso glorificador que había sido habitual hasta el momento en el cine soviético. Destaca además por las interpretaciones de los actores protagonistas, Tatiana Samóilova y Alekséi Batálov, y por el trabajo del cámara Seguéi Urusevski, que colaboraría con Kalatózov en sus siguientes filmes. Cuando pasan las cigüeñas obtuvo la Palma de Oro en el Festival de Cannes de 1958. 
En 1959, Kalatózov dirigió un nuevo drama, Neotprávlennoye pismó ("La carta que no se envió", 1959), sobre las tensiones que se producen entre un grupo de geólogos que emprenden una expedición a Siberia en busca de diamantes. 
El triunfo en 1959 de la Revolución Cubana hizo que se intensificaran los contactos culturales entre la Unión Soviética y Cuba. De los acuerdos entre el ICAIC cubano y los estudios Mosfilm surgió la idea de realizar una película sobre la reciente revolución, y se confió a Kalatózov la dirección del proyecto. Este encargó la escritura del guion a dos poetas, el ruso Yevgueni Yevtushenko, y el cubano Enrique Pineda Barnet. Soy Cuba (Ya Kuba), rodada en 1963 con un equipo técnico mixto ruso-cubano, se estrenó al año siguiente, pero apenas tuvo éxito en ninguno de los dos países. Durante la década de 1990, sin embargo, fue redescubierta por los cineastas Martin Scorsese y Francis Ford Coppola, quienes la reestrenaron en Estados Unidos y la editaron más tarde en DVD. Sobre el rodaje de esta película se ha realizado incluso un documental, El mamut siberiano (2005), del brasileño Vicente Ferraz.
La última película de Kalatózov fue una coproducción italiano-soviética, La tienda roja (Krásnaya palatka, 1971), sobre el rescate de la expedición polar de Umberto Nobile, con un reparto que incluye estrellas internacionales como Sean Connery, Claudia Cardinale y Peter Finch.

## Filmografía

### Como director
- 1929 — Слепая (Slepáya, "La ciega"); en georgiano, Usinatlo.
- 1930 — Соль Сванетии (Sol Svanetii: "La sal de Svanetia")
- 1932 — Гвоздь в сапоге (Gvozd v sapogué, "Un clavo en la bota"); en georgiano, Lursmani cheqmashi.
- 1939 — Мужество (Múzhestvo, "Coraje")
- 1941 — Валерий Чкалов (Valeri Chkálov); acerca del piloto Valeri Chkálov
- 1942 — Непобедимые (Nepobedímye, "Los invencibles")
- 1950 — Заговор обречённых (Zágovor obrechiónnyj, "El complot de los condenados")
- 1953 — Вихри враждебные (Vijri vrazhdébnye, "Negras tormentas")[3]
- 1954 — Верные друзья (Vérnye druzyá, "Tres hombres sobre una balsa")
- 1955 — Первый эшелон (Pérvyi eshelón, "El primer convoy")
- 1957 — Cuando pasan las cigüeñas (Летят журавли, Letyat zhuravlí)
- 1959 — Неотправленное письмо (Neotprávlennoye pismó: "La carta que no se envió")
- 1964 — Soy Cuba (Я Куба, Ya Kuba)
- 1969 — La tienda roja (Красная палатка, Krásnaya palatka)

### Como guionista
1. 1925 — Дело Тариэла Мклавадзе ("El expediente de Tariél Mklavadze","Delo Tariela Mklavadze")
2. 1942 — Непобедимые ("Los invencibles", Nepobedímye)
3. 1969 — La tienda roja (Красная палатка, Krásnaya palatka)
4. 1977 — Кафе «Изотоп» ("El café «Isótopo»", "Kafé «Izotop»")

## Premios y distinciones
Festival Internacional de Cine de Cannes
| Año  | Categoría    | Película                  | Resultado |
| ---- | ------------ | ------------------------- | --------- |
| 1958 | Palma de Oro | Cuando pasan las cigüeñas | Ganador   |